# Protocalliphora hesperia
Protocalliphora hesperia är en tvåvingeart som beskrevs av Shannon och Dobroscky 1924. Protocalliphora hesperia ingår i släktet Protocalliphora och familjen spyflugor. Inga underarter finns listade i Catalogue of Life.